# بيلي ويلسون (لاعب كرة قدم)
بيلي ويلسون (بالإنجليزية: Billy Wilson) (23 سبتمبر 1936 في المملكة المتحدة - 11 يوليو 2025) هو لاعب كرة قدم بريطاني في مركز الدفاع. لعب مع بورتاداون ونادي بيرنلي ونادي لينفيلد ونادي بيليمينا يونايتد.

## وصلات خارجية
- بيلي ويلسون على موقع قاعدة بيانات كرة القدم.إي يو (الإنجليزية)